# Scrobigera fimbriata
Scrobigera fimbriata är en fjärilsart som beskrevs av Jean Baptiste Boisduval 1874. Scrobigera fimbriata ingår i släktet Scrobigera och familjen nattflyn. Inga underarter finns listade.